# Gabriel Barceló i Bover
Gabriel Barceló i Bover (Manacor, Mallorca, 1936) és un escriptor i professor mallorquí de català, conegut amb els pseudònims Es Ros d'es Carritxar i S'ase d'en Móra. Ha estat fundador i director de l'Escola Municipal de Mallorquí de Manacor, destinada a divulgar, fomentar, practicar i ensenyar gratuïtament el català, on ha col·laborat en el reciclatge de mestres i professors; també ha estat director del Servei d'Assessorament Lingüístic de l'Ajuntament manacorí, des d'on ha donat suport a les campanyes municipals de normalització lingüística.
Ha col·laborat a Diario de Mallorca, Perlas y Cuevas, Manacor, El Faro Balear, Arbre, 7Setmanari, Escola Catalana, El Mirall, Lluc, Flor de Card i Sa Revista de Santa Margalida. És membre de l'Obra Cultural Balear i de l'Associació d'Escriptors en Llengua Catalana. Ha tingut cura de l'edició dels sis volums de l'Epistolari familiar de Mn. Alcover, (1989-1997). El 2002 va rebre el Premi d'Actuació Cívica de la Fundació Lluís Carulla.

## Obres

### Narrativa
- El cafè dels xots (1969)
- De sol a sol : l'amo en Vicenç Santandreu (1981)
- Gent de forana (1981)
- Una escapada a Sardenya (1982)
- Eixarmant camí (1982)

### Poesia
- Història glosada de l'errant Llorenç Moliner (1981)
- Versos i esforços (2005)

### Descripció i viatges
- Viatge de brusquers (1965)
- La nostra terra (1981)
- Manacor a vista d'ocell (1984)

### Teatre
- Els hereus del retratista (1955)
- Beyrut de dol i de festa (1960)

### Documental / Biografia
- L'Escola Municipal de Mallorquí (parts primera a quarta)
- De barcelons i altres parents